# Проески, Тоше
Тодор (То́ше) Проески (макед. Тодор „Тоше“ Проески; 25 января 1981, Прилеп — 16 октября 2007) — македонский певец, участник конкурса песни «Евровидение-2004» от Македонии. Погиб 16 октября 2007 года в автокатастрофе.

## Биография
Тоше Проески родился в маленьком городке Прилеп на юге Македонии, затем родители переехали в Крушево, где он и провел своё детство. В 12 лет выступил в популярном детском проекте «Золотая соловушка» (макед. Златно славејче) в Скопье. Успех к Тоше пришёл в 1997 году, когда он выступил на фестивале Макфест с песней «Пушти ме» (рус. Отпусти меня). В дальнейшем участвовал во многих фестивалях в Македонии и других странах.
В 1999 году вышел его дебютный альбом «Некаде Во Ноќта» (макед. Где-то в ночи), в который вошли 11 композиций. Всего Тоше Проески выпустил 7 альбомов за всю свою карьеру. На церемонии Оскар популарности Тоше был награждён как «Самый успешный вокалист из бывших югославских республик» за 2000 год.
В 2000 стал обладателем Гран-при в IX Международном конкурсе молодых исполнителей эстрадной песни «Витебск-2000», проводимом в рамках IX Международного фестиваля искусств Славянский базар Архивная копия от 29 марта 2014 на Wayback Machine, исполнив песни «Тајно моја» и «Илузијa». Ещё одна победа к Македонии на этом фестивале пришла только через 12 лет к молодому певцу Бобану Мойсовски.
В 2002 году начинает турне за границами Македонии и достигает успехов в первую очередь в Сербии, Черногории, Боснии и Герцеговине, а позже в Хорватии и Словении. В 2003 удостоен награды имени Матери Терезы за многочисленные благотворительные выступления.
В 2003 году певец стал победителем первого конкурса «Беовизия» в Белграде с песней «Чија си» («Чья ты»). Песня становится хитом, а Тоше всё больше завоевывает признание публики за пределами Македонии. Конкурс должен был стать национальным отбором Сербии и Черногории на Евровидение, но страну не допустили к участию.
В 2004 году, одержав победу на македонском национальном отборе, Тоше Проески выступил на «Евровидении» с песней «Life», где вышел в финал и занял 14 место. В том же году Тоше стал послом доброй воли ЮНИСЕФ, а песня «This world» стала гимном ЮНИСЕФ.
В 2005 году вышел пятый альбом Тоше «По тебе» (рус. За тобой), который был признан одним из самых успешных альбомов в истории Югославии. В течение нескольких месяцев он держался на вершинах национальных чартов в Македонии, Сербии, Хорватии, Словении и Боснии и Герцеговине.
В 2006 году вышел шестой альбом «Божилак» (рус. Радуга), в который вошли 14 народных македонских песен. А в августе 2007 года в свет вышел последний альбом Тоше «Игри Без Граници» (рус. Игры без границ), который разошёлся по всей территории бывшей Югославии.
В 2009 году вышел посмертный альбом «The Hardest Thing», содержащий рок-композиции и выступления в дуэте с итальянской певицей Джанной Наннини.

## Смерть

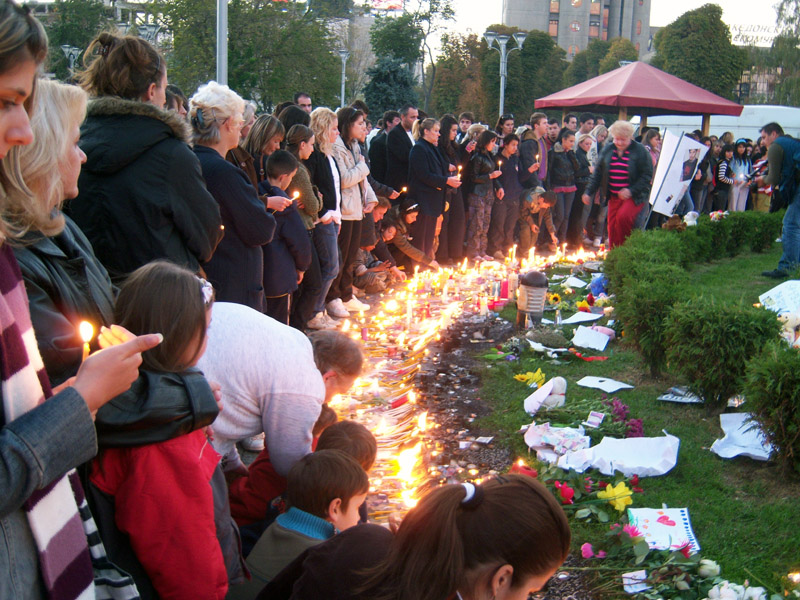
День памяти в Скопье, 2009

Тоше Проески погиб ранним утром 16 октября 2007 года в автомобильной аварии на шоссе Загреб-Липовац вблизи города Нова-Градишка, Хорватия. В автомобиле находились три человека: водитель Георги Георгиевски, друг Тоше; менеджер певца Лиляна Петрович, сидевшая на заднем сидении; и сам Тоше, сидевший рядом с водителем. Удар грузовика пришёлся на правую часть автомобиля, в котором находился певец. Тоше погиб на месте, Георги получил тяжёлые ранения, Лиляна была легко ранена. Вечером перед отъездом Тоше дал своё последнее интервью в телешоу «Вртелешка» на македонском телевидении.
Гибель певца была воспринята как национальная трагедия, в этот день македонское правительство приостановило работу, люди в городах выходили на площади, зажигали свечи, приносили цветы и мягкие игрушки в память о Тоше.
Похоронен в Крушево с воинскими почестями 17 октября 2007.

### Память
- В 2010 году в Крушево открылся дом памяти певца, в котором собраны вещи и предметы Тоше.

## Награды
- Награда имени Матери Терезы за многочисленные благотворительные выступления (2003)
- Почётный гражданин Македонии (2007, посмертно)[6]
- Кавалер ордена «За заслуги перед Македонией» (2011, посмертно)

## Дискография
- 1998 — Скрши ме (single)
- 1998 — Остани до крај (single)
- 1999 — Некаде во ноќта[англ.]
- 1999 — Морска звездо (single)
- 2000 — Солзи прават златен прстен (single)
- 2000 — Синот божји[англ.]
- 2000 — Помози ми (дуэт с Каролиной, single)
- 2001—1200 мили (MK и YU версия, дуэт с Гоцой Тржан, single)
- 2002 — Ако ме погледнеш во очи[англ.]
- 2004 — Ден за нас[англ.]
- 2004 — Oj, девојче (дуэт с группой Synthesis, single)
- 2005 — По тебе[макед.]
- 2006 — Божилак[англ.]
- 2006 — Срце није камен (single)
- 2007 — Вежи ме за себе (single)
- 2007 — Волим осмех твој (дуэт с Антонией Шолой, single)
- 2007 — Остала си увек иста (single)
- 2007 — Игри без граници[англ.]
- 2011 — S ljubavlju od Tošeta
- 2013 — The Best Off